# كاتدرائية غرداية
كاتدرائية غرداية هي كاتدرائيَّة رومانيَّة كاثوليكيَّة تقع في مدينة غرداية، الجزائر. وحلت الكاتدرائية الحالية محل كاتدرائية كاثوليكية قديمة كانت مخصصة للقديس هيلاريون في الأغواط.
يتبع المعبد أو الكاتدرائيَّة للطقوس الرومانيَّة أو اللاتينيَّة، وهي بمثابة مقر الأبرشية الكاثوليكية في الأغواط (باللاتينيَّة: Dioecesis Laghuatensis) والتي تم إنشاؤها بقرار من البابا بيوس الثاني عشر. حاليًا تقع الكاتدرائية تحت مسؤولية الأسقف كلود جان نارسيس.